# Primo raid di Ostenda
Il primo raid di Ostenda (parte dell'Operazione ZO) è stata un'azione compiuta dalla Royal Navy britannica durante la prima guerra mondiale con l'obiettivo di bloccare l'accesso al porto omonimo, vicino al porto di Bruges oggetto di un contemporaneo attacco che veniva largamente utilizzato dalla Kaiserliche Marine tedesca come base per gli U-Boot e il naviglio leggero; inoltre la vicinanza di questi porti alle rotte di rifornimento britanniche attraverso la manica rappresentavano una continua minaccia alla continuità dello sforzo bellico della British Expeditionary Force. Gli attacchi vennero sferrati nella tarda primavera del 1918. Il primo tentativo di bloccare contemporaneamente Ostenda e Zeebrugge venne attuato il 23 aprile. Da questi approdi gli U-Boot riuscivano inoltre a raggiungere con poca fatica i Western Approaches rispetto alla navigazione necessaria partendo dalle basi tedesche.
Il piano di attacco prevedeva di affondare due incrociatori ormai obsoleti alla bocca del canale di Ostenda e tre a Zeebrugge, bloccando quindi all'interno tutte le navi e i sommergibili presenti. Il primo canale, più stretto e meno profondo, era ritenuto un obiettivo secondario e di conseguenza vennero assegnate relativamente poche forze a questo assalto. Mentre l'attacco a Zeebrugge raggiunse almeno parzialmente i suoi obiettivi, il raid di Ostenda fu un fallimento completo. Le truppe tedesche a difesa del porto, ben preparate per un eventuale attacco, riuscirono a disorientare le forze britanniche, costringendo quindi a sospendere l'operazione mentre era già in corso.
Tre settimane dopo il fallimento, venne lanciato un secondo attacco che ebbe maggior successo, con l'affondamento di una nave all'imbocco del canale, senza riuscire però a chiudere completamente il passaggio per Bruges. Nuovi piano per attaccare ulteriormente la zona durante l'estate del 1918 non vennero messi in atto e le basi tedesche in zona rimasero una minaccia costante fino alla fine del conflitto, quando la città venne liberata dalle forze di terra francesi e britanniche.

## Premesse
Il porto di Ostenda era collegato a quello di Zeebrugge tramite una rete di canali, e quindi per essere efficace l'azione doveva essere compiuta su entrambi. In realtà il risultato fu ancora meno efficace di quello del raid su Zeebrugge, in quanto il canale non fu ostruito neanche parzialmente. Il porto era difeso dalla batteria Tirpitz, dotata di cannoni da 280mm e si prevedeva di contrastarli con i cannoni di alcuni monitori inglesi con cannoni da 12" (305mm) e 7,5" (190mm).

### Ordine di battaglia britannico

#### Squadrone al largo
- monitori classe Lord Clive con cannoni da 12":
  - HMS Marshal Soult, HMS Lord Clive, HMS Prince Eugene e HMS General Crauford
- monitori classe M15 con cannoni da 7,5":
  - HMS M24, HMS M26, HMS M21
- Cacciatorpediniere:
  - HMS Mentor, HMS Lightfoot e HMS Zubian
  - Lestin, Roux e Bouclier della Marine Nationale
- Mezzi leggeri:
  - 4 motosiluranti inglesi, 4 lance a motore francesi

#### Squadrone sottocosta
- Navi di blocco:
  - HMS Sirius, HMS Brilliant
- Cacciatorpediniere:
  - HMS Swift, HMS Faulknor (caccia conduttori), HMS Matchless (della classe M), HMS Mastiff, Afridi, HMS Tempest, HMS Tetrach
- Mezzi leggeri:
  - 18 lance a motore, 8 motoscafi costieri

Il supporto di artiglieria veniva fornito anche dall'artiglieria pesante dei Royal Marine nelle Fiandre in mano agli Alleati. La forza era protetta nel Canale della Manica da sette incrociatori leggeri e 16 cacciatorpediniere, nessuno dei quali prese parte all'azione.

## L'attacco
Verso mezzanotte, i monitori inglesi si schierarono al largo in attesa che le navi blocco entrassero nel canale, seguite dalle imbarcazioni leggere che dovevano recuperare gli equipaggi. Il comandante tedesco del porto aveva però messo in atto un'efficace contromisura, spostando la boa che segnalava l'accesso al porto in mezzo ad un banco di sabbia, e quando la HMS Brilliant manovrò in quelle che credeva acque libere, urtò a velocità elevata contro il banco di sabbia arenandosi. Nella nebbia, la nave successiva, la Sirius, non ebbe alcuna possibilità di manovrare per evitare l'impatto ed investì la Brilliant lontano dal canale. La forza di assalto non poté fare altro che recuperare gli equipaggi, in mezzo al pesante fuoco delle difese tedesche, e tornare a Dunkerque.